# Qualiverde
A qualificação Qualiverde é um selo de certificação concedida pela Prefeitura do Rio de Janeiro, com o objetivo de incentivar empreendimentos que contemplem ações e práticas sustentáveis destinadas a redução dos impactos ambientais.
Sua adoção é opcional e aplicável aos projetos de novas edificações e edificações existentes, de uso residencial, comercial, misto ou institucional; desta forma, é possível escolher quais ações de  sustentabilidade serão adotadas, adequando o projeto e ampliando a possibilidade de qualificação das construções em diferentes áreas da cidade com características e legislações diferentes.
A Lei de Benefícios Fiscais, que se encontra em tramitação na Câmara de Vereadores, busca viabilizar os benefícios para os projetos Qualiverde. Ela propõe a concessão de benefícios fiscais relativos a alguns tributos municipais, tais como desconto do ISS e isenção ou desconto de IPTU durante a obra e isenção ou desconto no ITBI.

## Descrição das ações e componentes
O decreto envolve diversas ações relativas a gestão da água, eficiência energética, desempenho térmico e projeto,  sendo qualificado o projeto que aplicar, no mínimo, 70 pontos nas ações de sustentabilidade propostas. Os projetos que obtiverem 100 pontos serão qualificados como Qualiverde Total.
Existem ainda  bonificações de pontuação para a prática de retrofit, para a adoção de sistema de individualização do consumo de água em edificação a serem reformadas,para edificações que optarem pela prática da construção de reservatórios de retardo, quando não houver obrigatoriedade da construção do mesmo, para edificações que apresentarem selos de certificação e orientação ambiental e para o projeto que apresentar tecnologias inovadoras para cumprimento das práticas de sustentabilidade.

### Gestão da água

#### Dispositivos economizadores
- 02 pontos – Uso de arejadores e registros reguladores de vazão.
- 02 pontos – Uso de descarga de vasos sanitários com mecanismo de duplo acionamento.

#### Medidores individuais
- 01 ponto – Individualização dos medidores de consumo de água nas edificações.

#### Sistema de reuso de águas servidas
- 01 ponto – Sistema independente de reuso de águas servidas, constituído de tratamento, reservação e distribuição para bacias sanitárias.

#### Sistema de reuso de águas negras
- 08 pontos – Sistema independente constituído de separador de águas cinzas e negras, tratamento, reservação e distribuição para bacias sanitárias.

#### Aproveitamento de águas pluviais
- 01 ponto – Implantação de sistema de captação, reserva e distribuição de água não potável para atividades que não requeiram o uso de água tratada.

#### Infiltração – pavimentação permeável
- 02 pontos – Utilização de pavimentos permeáveis em, pelo menos, 40% da área do passeio.

#### Retardo e infiltração de águas pluviais
- 01 ponto – Construção de reservatórios que permitam o retardo do escoamento das águas pluviais.

#### Ampliação de áreas permeáveis além do exigido por lei
- 05 pontos – Acréscimo de mais 10% na Taxa de Permeabilidade além do percentual obrigatório pela legislação (nos casos em que não houver legislação a Taxa de Permeabilidade mínima exigida será igual a 30%).

### Eficiência energética

#### Aquecimento solar da água
Instalação de conjunto formado por coletor solar, reservatório térmico, aquecimento auxiliar e acessórios interligados às prumadas e rede:
- 05 pontos – Quando dimensionado para atender a 30% de toda a demanda de água quente.
- 07 pontos - Quando dimensionado para atender a 50% de toda a demanda de água quente.
- 10 pontos - Quando dimensionado para atender a 100% de toda a demanda de água quente.

#### Iluminação artificial eficiente
- 02 pontos - Iluminação da circulação nos pavimentos tipo e circulação vertical com utilização de lâmpadas tipo LED.
- 04 pontos - – Iluminação de toda área comum, exceto circulação vertical e circulação nos pavimentos-tipo, com utilização de lâmpadas tipo LED.

#### Iluminação natural eficiente
- 05 pontos - Iluminação natural em 50% das áreas comuns (circulação social e de serviço nos pavimentos tipo).

#### Eficiência do sistema de iluminação
- 02 pontos - Instalação de sistemas de iluminação com distribuição em circuitos independentes e dispositivos economizadores, tais como sensores de presença.